# Jerash

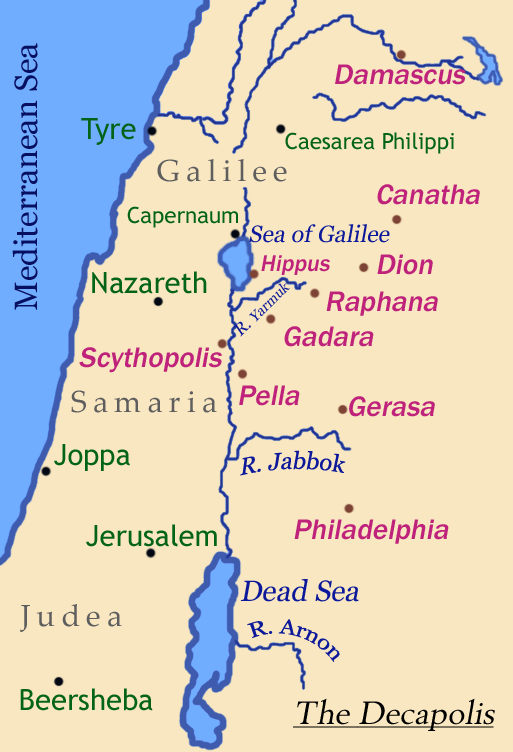
Kaartje van de Dekapolis

Jerash (in de oudheid Gerasa of Antiochië aan de Gouden Rivier) is een stad in het noorden van Jordanië gelegen 45 km ten noorden van de hoofdstad Amman, aan de rivier de Jabbok.
Gerasa wordt beschouwd als een van de belangrijkste Grieks-Romeinse-Byzantijnse steden in het Midden-Oosten. De stad was een van de Dekapolissteden. Het is thans een uitgebreide archeologische vindplaats. Een groot deel van de oude stad bevindt zich onder de huidige bebouwing en is dus lastig op te graven.

## Geschiedenis
Waarschijnlijk was Gerasa reeds bewoond tijdens de Bronstijd en de IJzertijd door een Semitische bevolking, die een tempel voor Dusharra bouwde op de plaats waar zich nu de ruïnes van een Zeustempel bevinden.
Volgens de legende bleven een aantal veteranen van het leger Alexander de Grote achter in Gerasa. De Hasmoneeën en de Nabateeërs vochten in de 1e eeuw v.Chr. om de stad. Beiden werden verslagen door de Romeinen.
Na de Romeinse verovering in 63 v.Chr. werd Gerasa bij de Romeinse provincie Syria en in 90 AD bij de provincie Arabia gevoegd. In de eerste en tweede eeuw kende de stad een grote bloei. Keizer Trajanus liet in de regio wegen aanleggen. Zijn opvolger Hadrianus bezocht de stad in de winter van 129-130. De 'triomfboog van Hadrianus' zou gebouwd zijn als aandenken aan dit bezoek.
In 614 werd Gerasa veroverd door de Perzische Sassaniden onder leiding van Khosroe II. De Perzen lieten de stad intact.
Na de Slag bij de Jarmoek in 636 veroverde het Arabisch-islamitische rijk het gebied. De dynastie van de Omajjaden bouwde enkele moskeeën. In 746 werden veel gebouwen in Gerasa vernietigd door een aardbeving.
De kruisvaarders gebruikten de ruïnes van de tempel van Artemis als burcht.
De Duitser Ulrich Jasper Seetzen ontdekte de ruïnes van Gerasa in het begin van de 19e eeuw.

## Monumenten in Gerasa
Een wandeling door Gerasa begint men het best bij de zogenaamde 'triomfboog van Hadrianus' waarvan beweerd wordt dat hij opgetrokken is ter gelegenheid van het bezoek van keizer Hadrianus aan de stad in 129-130. Verderop - nog buiten de stadsmuren - ligt de hippodroom of het circus. Het ovaalvormige forum bevindt zich binnen en dicht bij de zuidelijke stadsmuren en loopt uit op de cardo maximus.
Meer westelijk vindt men de Zeustempel en het zuidelijk Romeins theater. Richting noorden zijn er de resten van verschillende Byzantijnse kerken met bewaarde vloermozaïeken. De Artemistempel heeft hoge Korinthische zuilen.
Langs het noordelijke theater (een odeon) en het noordelijk tetrapylon bereikt men terug de cardo maximus waarlangs de hoge propyleeën van de Artemistempel gelegen zijn evenals het goed bewaarde nymphaeum en de Dionysostempel, later verbouwd tot een “kathedraal”.
Een noordelijke en een zuidelijke decamanus staan loodrecht op de cardo en kruisen hem aan respectievelijk het noordelijk en het zuidelijk tetrapylon.
Van de door de islamitische Omajjaden gebouwde moskee en andere bouwwerken is maar weinig overgebleven.

## Huidige situatie
Het moderne Jerash ligt ten oosten van de archeologische site. In de stad wonen veel Tsjerkessen, die aan het eind van de 19e eeuw uit de Kaukasus naar hier gekomen zijn.
Eén keer per jaar, in de zomer, vindt het Jerash Festival plaats. Theatergezelschappen, dichters, musici uit de hele wereld treden op in de oude theaters van Gerasa.
Dankzij de aanwezigheid van de archeologische site is Jerash een van de populairste toeristische bestemmingen van Jordanië. Het is minder bekend dan Petra, daardoor is het er ook minder druk.

## Galerij

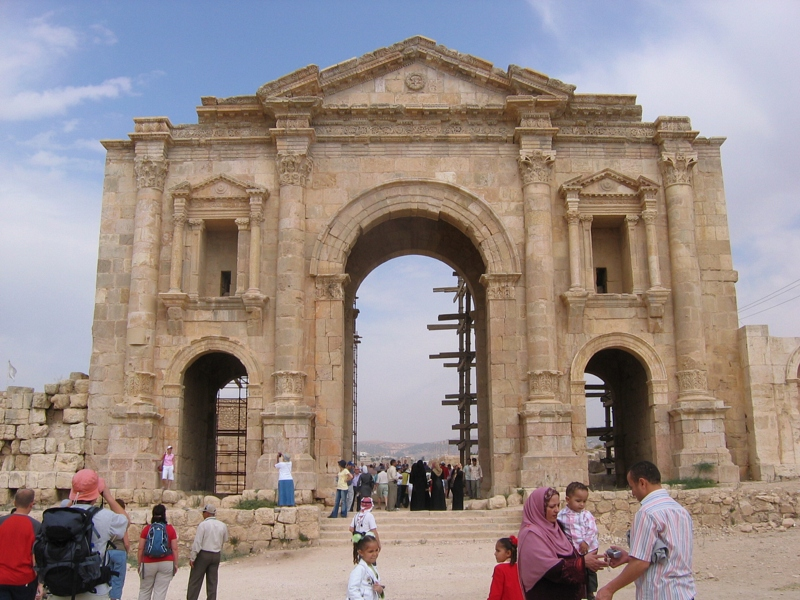
Hadrianus' triomfboog
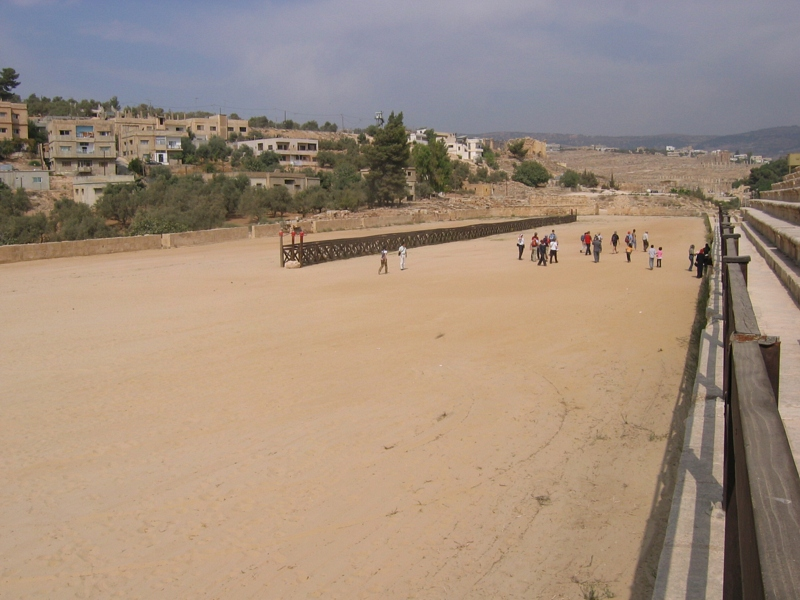
Hippodroom
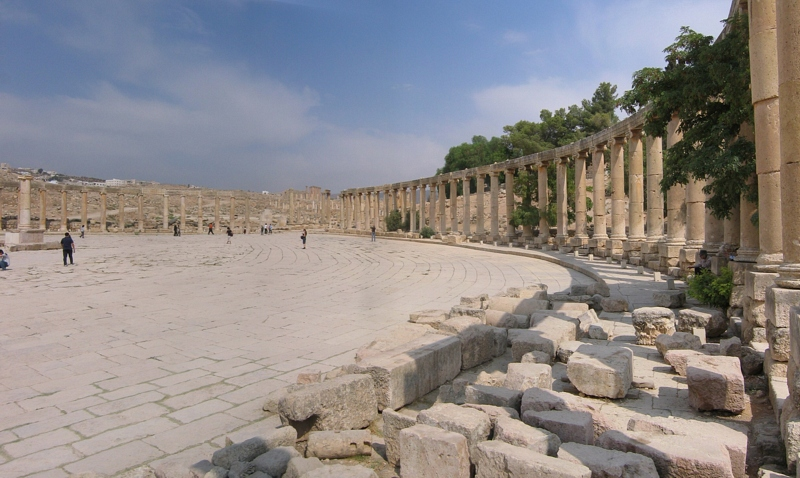
het Forum
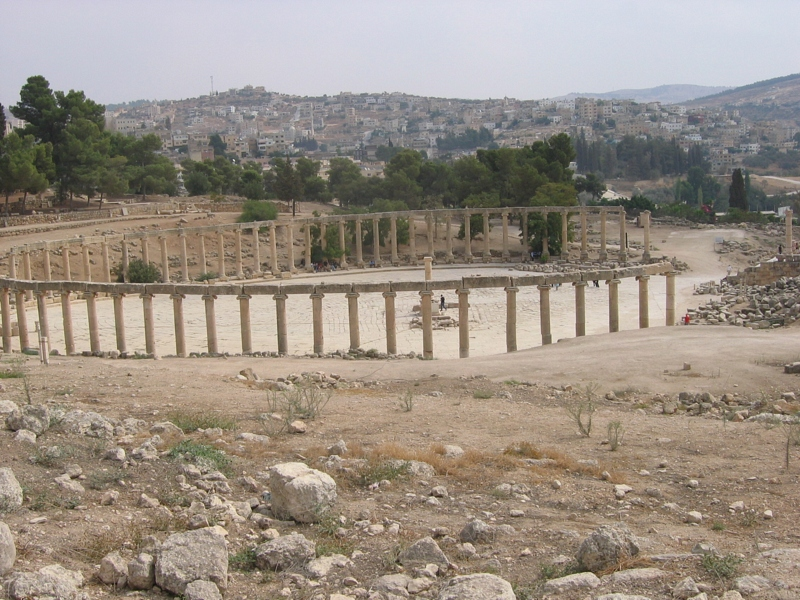
het Forum vanuit een andere hoek
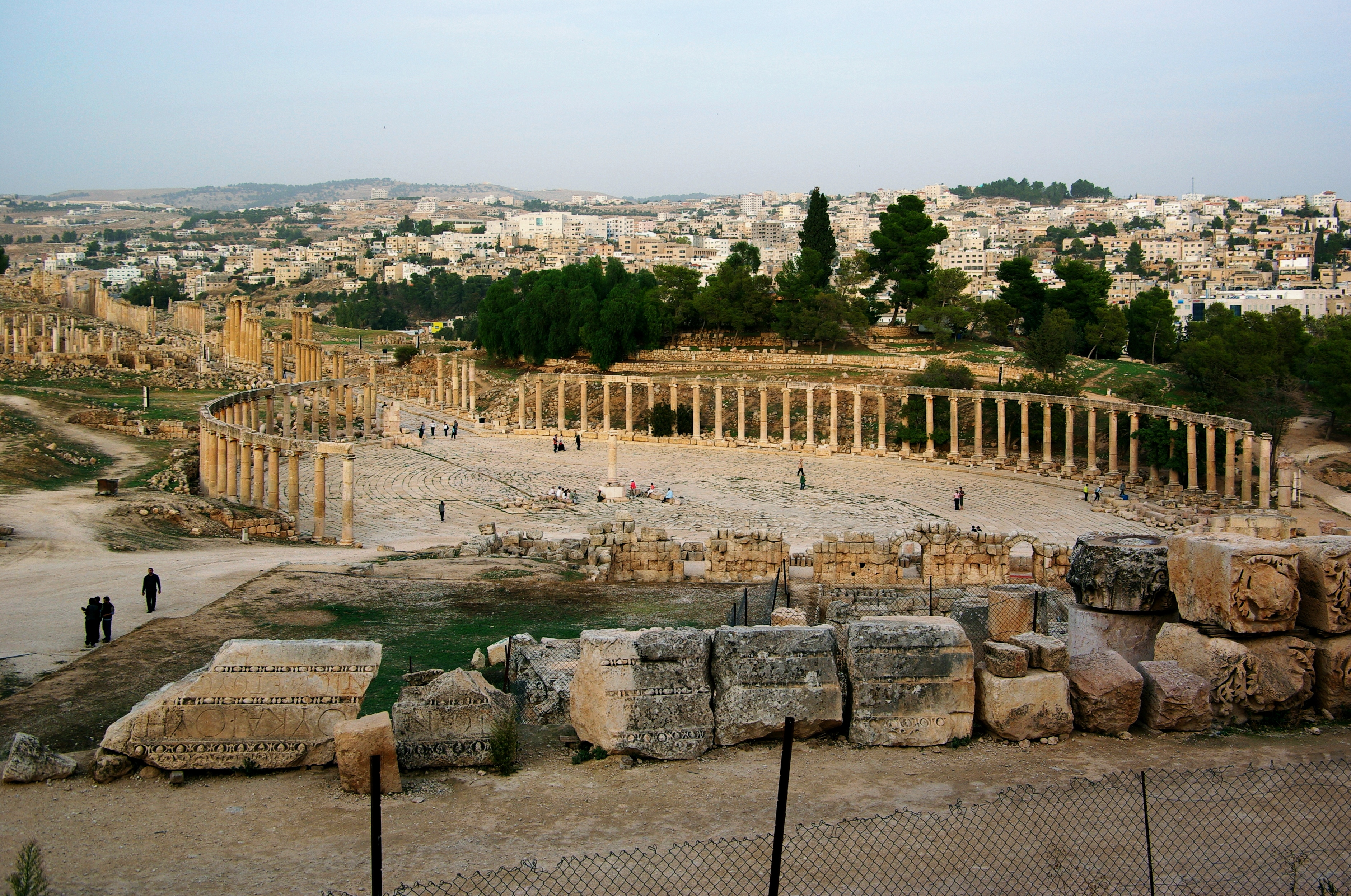
Het ovale forum
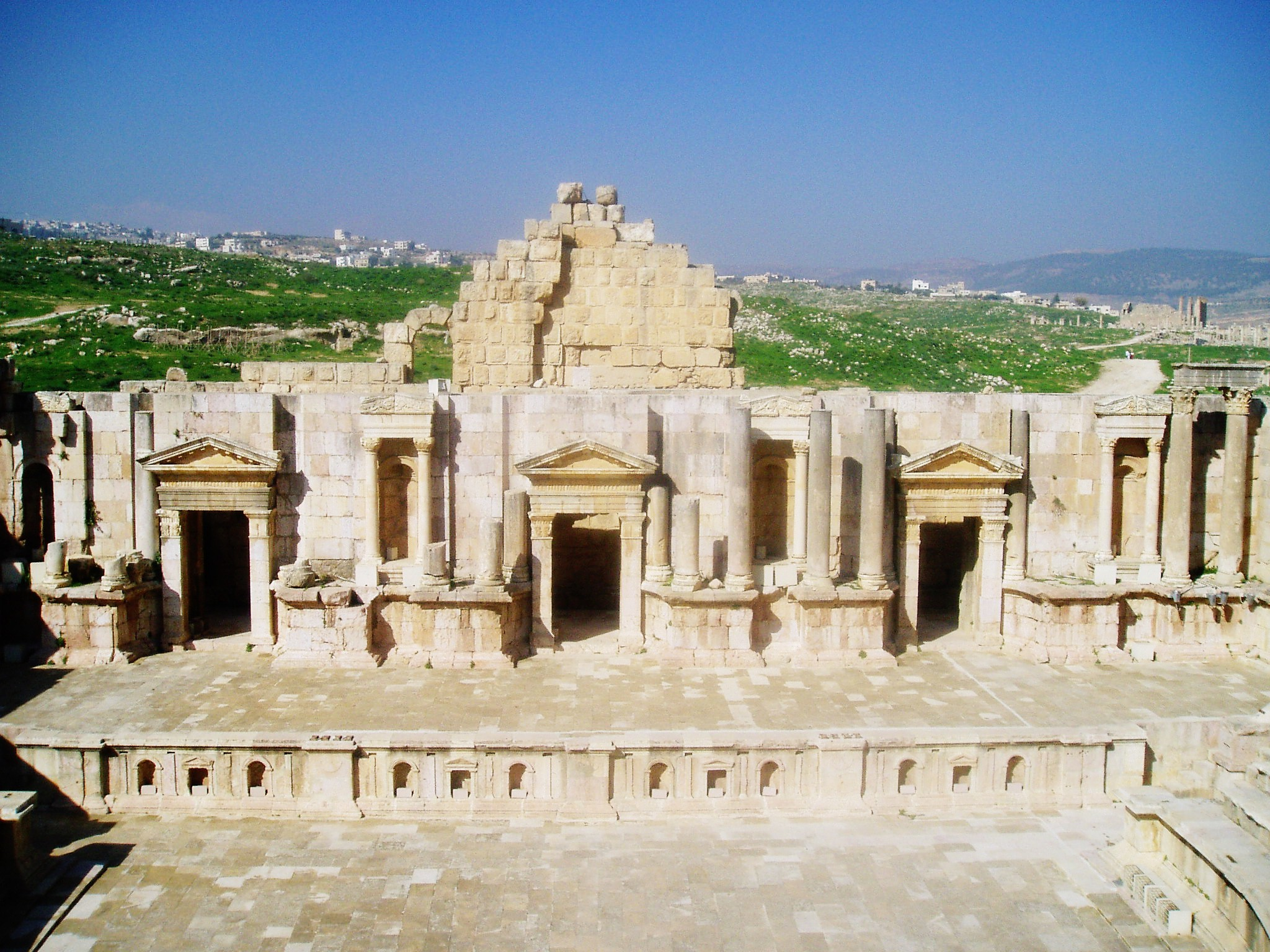
Het zuidelijke theater
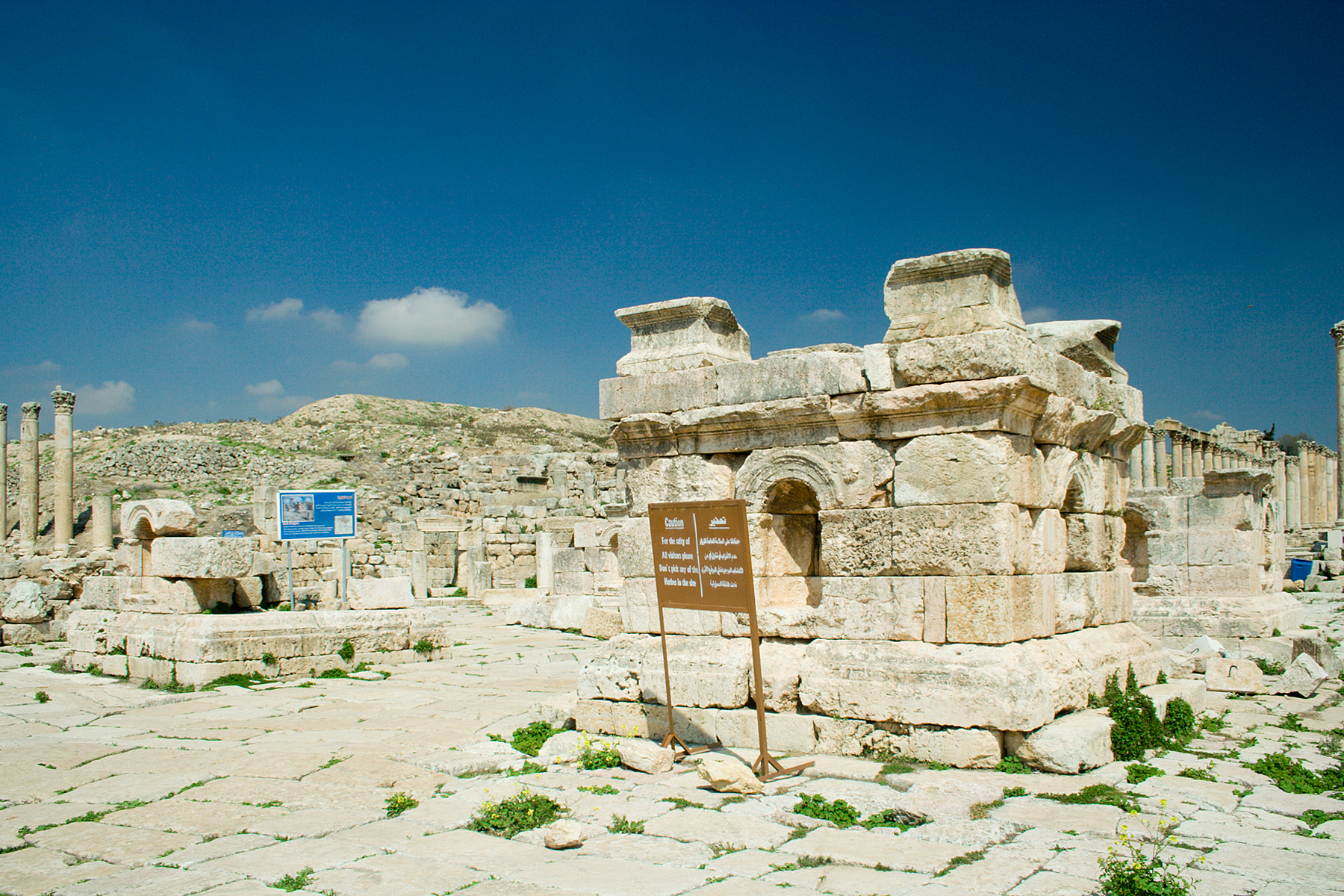
Tetrapylon
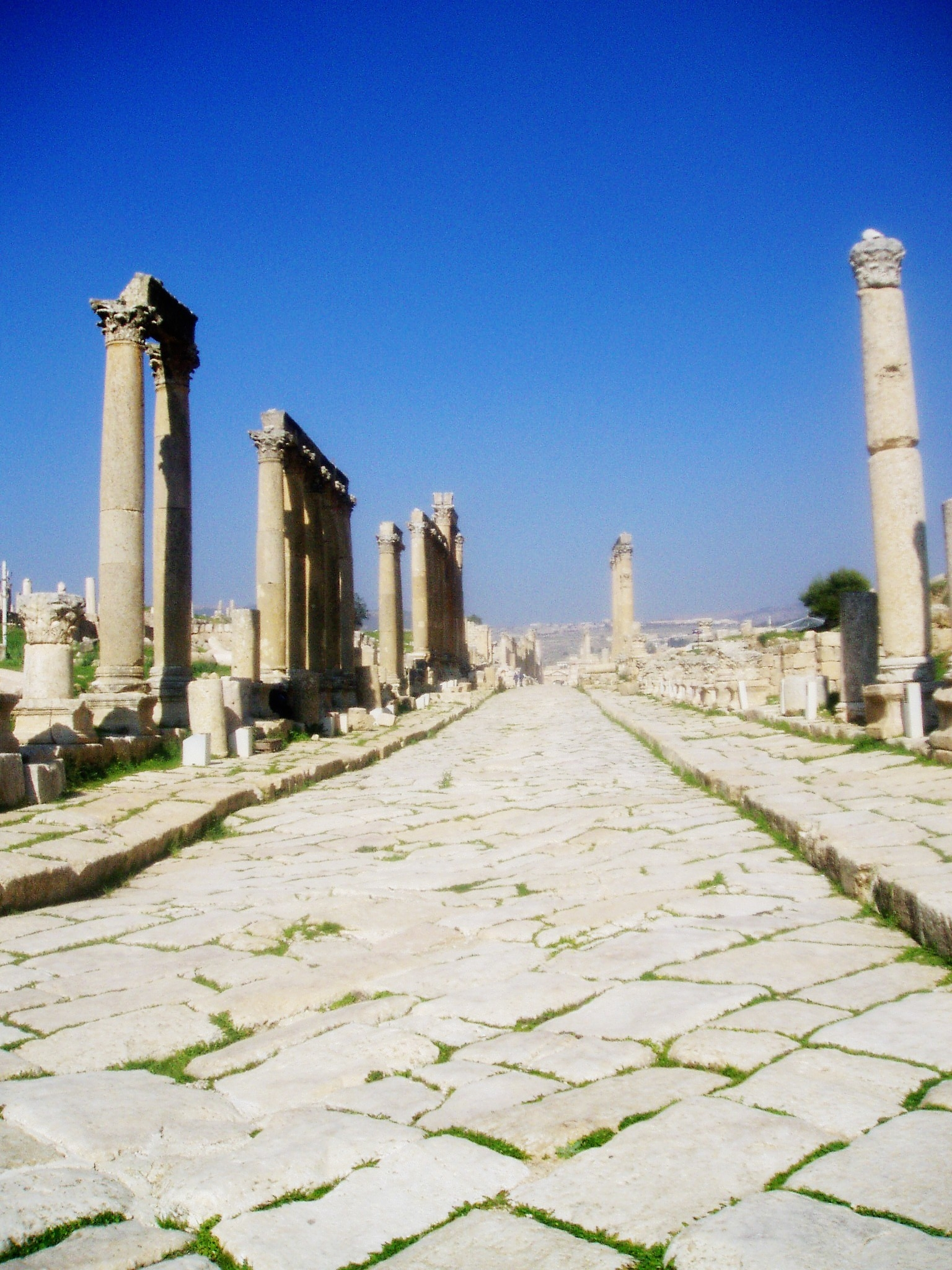
De cardo maximus
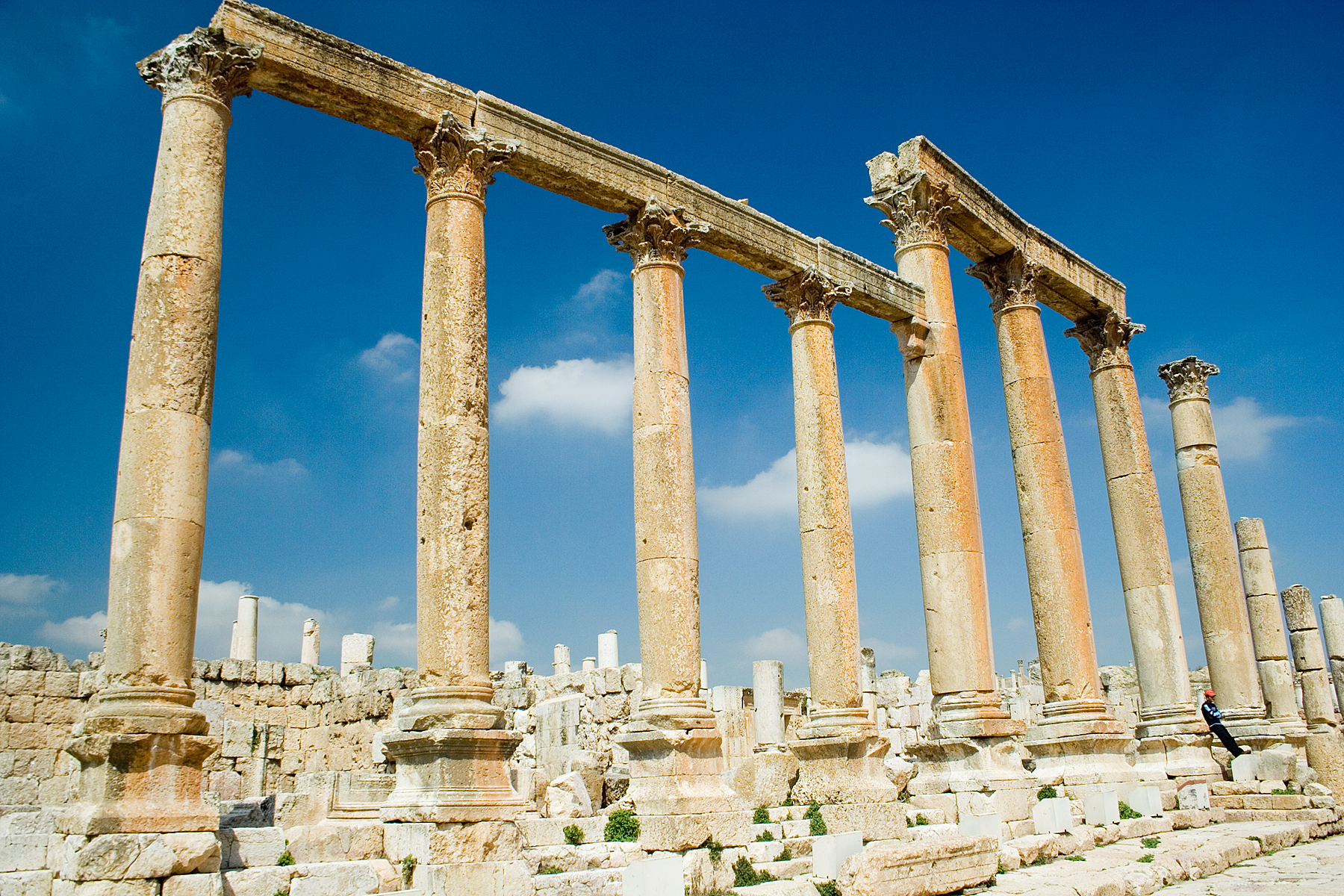
Zuilengalerij langs de cardo maximus
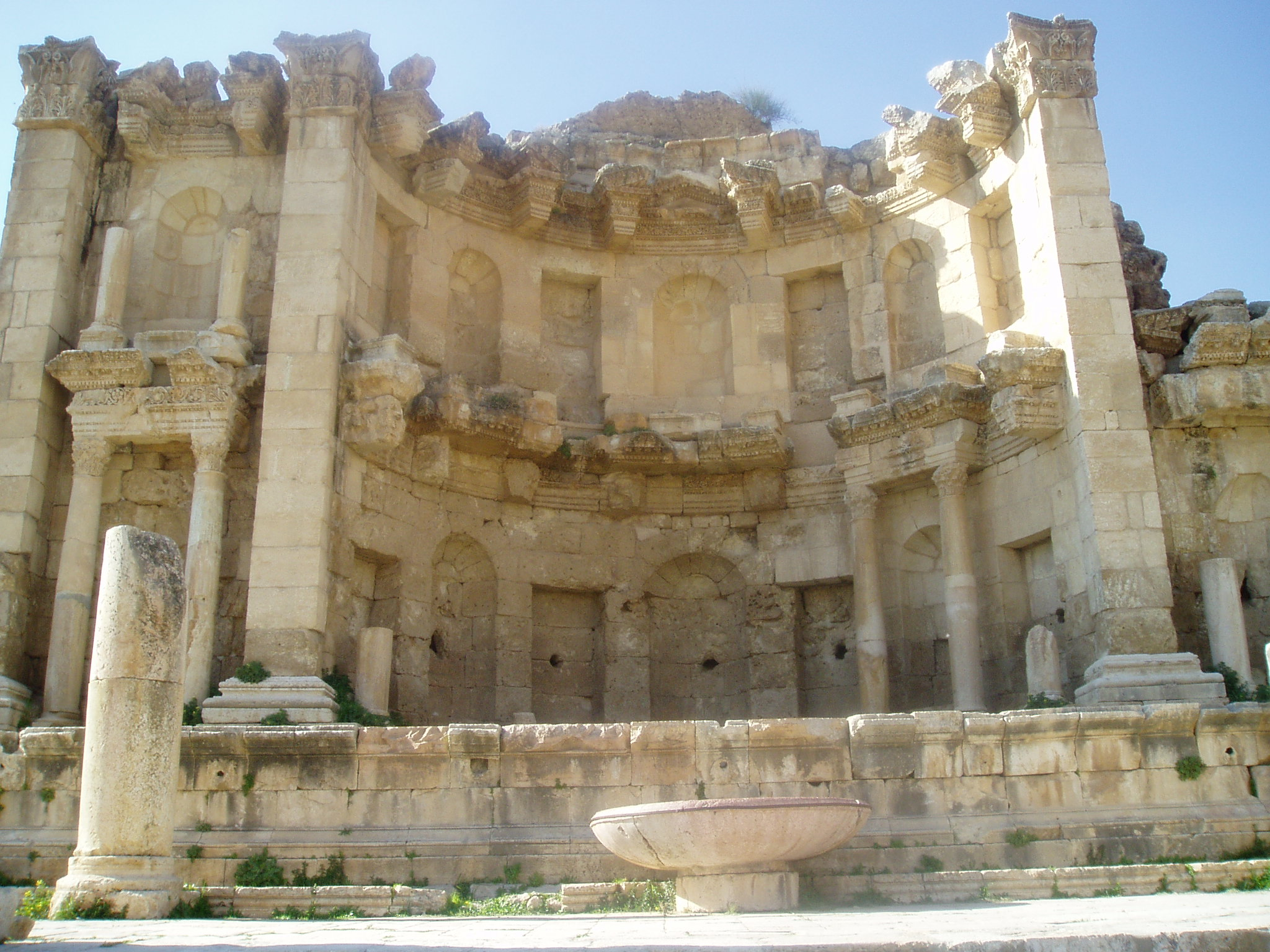
Het Nymphaeum
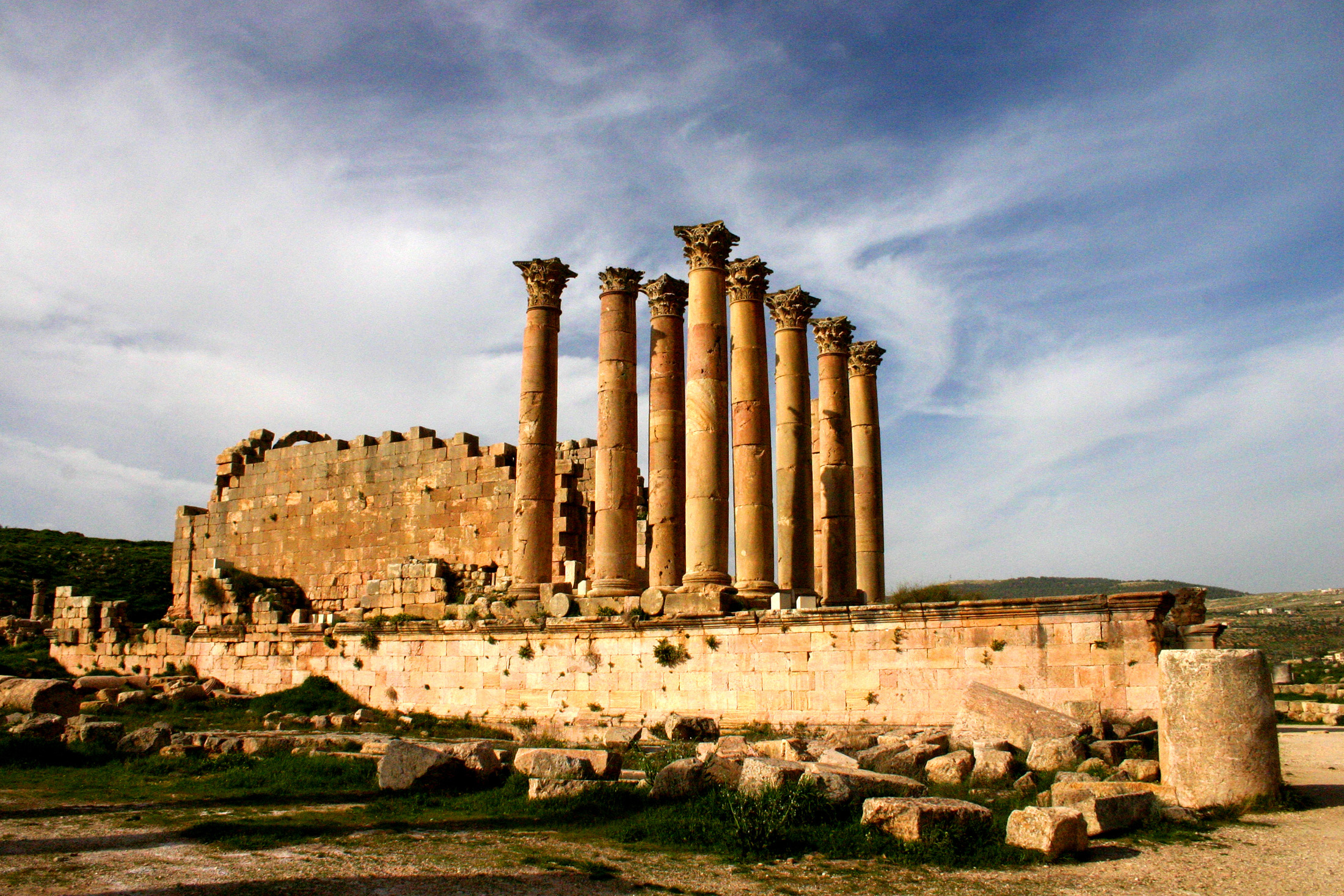
De tempel van Artemis
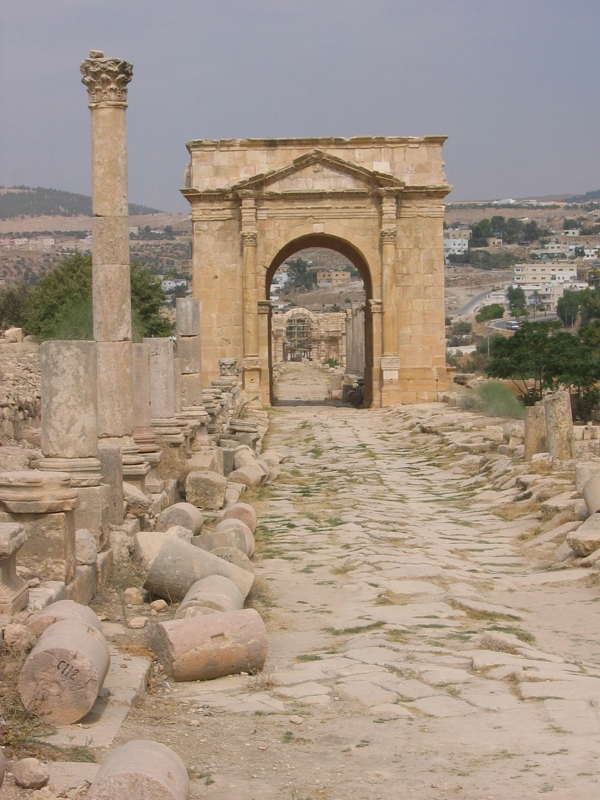
de noord-poort